# Johann George Gotthelf Auen
Johann George Gotthelf Auen (* 1745 in Groß Rischow, Kreis Pyritz; † 1. Januar 1822 in Stettin) war ein preußischer Beamter. Er war zuletzt Kriegs- und Domänenrat bei der Pommerschen Kriegs- und Domänenkammer in Stettin.

## Leben

### Familie
Johann George Gotthelf Auen war der Sohn von Josias Günther Auen (* 5. August 1704 in Ravenstein im Kreis Saatzig; † 20. Januar 1781 in Groß Rischow), seit 1734 Prediger in Groß Rischow, und dessen Ehefrau Maria Juliane (* 1. März 1714 in Woltersdorf im Kreis Greifenhagen), Tochter des Pastors Michael Ruccius († 28. Dezember 1736 in Woltersdorf); er hatte noch eine Schwester.
Er war verheiratet und als er starb, hinterließ er zwei Töchter.

### Werdegang
Nach einem ersten Unterricht auf der Großen Stadtschule in Stettin besuchte Johann George Gotthelf Auen die Realschule in Berlin.
Er immatrikulierte sich am 13. Mai 1763 zu einem Studium der philosophischen Wissenschaften an der Universität Königsberg und hörte dort unter anderem Vorlesungen bei Immanuel Kant; zu seinen Kommilitonen gehörte Johann Gottfried Herder. Später wechselte er an die Universität Halle und ging nach Beendigung des Studiums nach Stettin.
In Stettin war er als Hofmeister bei dem Kaufmann Gotthilf Friedrich Tilebein tätig, bevor ihm durch den Konsistorialrat Johann Joachim Spalding die Hofmeisterstelle für die Söhne von Ernst Friedemann von Münchhausen in Berlin angeboten wurde; dort war er vier Jahre tätig, musste dann jedoch krankheitsbedingt die Stelle aufgeben.
Zur Genesung kehrte er in sein Elternhaus nach Groß Rischow zurück und verbesserte in dieser Zeit seine landwirtschaftlichen Kenntnisse. Ernst Friedemann von Münchhausen rief ihn nach der Gesundung in sein Haus zurück, damit er sich in Berlin eine Stelle suchen könne.
Als Kandidat der Theologie bat er im Dezember 1774 um die Einstellung als Referendar bei der Kurmärkischen Kriegs- und Domänenkammer in Berlin und wurde dort im Januar 1775 Kammersekretär; im Dezember desselben Jahres wurde er zum Referendar ernannt. Er beantragte im Dezember 1776 die Zulassung zum Rigorosum und bestand am 7. Juni 1777 das große Examen im Beisein des Ministers Friedrich Wilhelm von Derschau mit dem Ergebnis, dass er für ein Ratsamt geeignet sei.
Im Mai 1780 erfolgte seine Ernennung zum Kriegs- und Domänenrat in Köslin; 1798 war er noch als Kriegs- und Domänenrat bei der Pommerschen Kriegs- und Domänenkammer in Stettin tätig.
1809 beantragte er seine Pensionierung aus gesundheitlichen Gründen und wurde darauf als Regierungsrat in den Ruhestand entlassen.